# School story
La school story est un genre littéraire similaire à la littérature d'enfance et de jeunesse, mais caractérisé par des trames centrées sur le quotidien scolaire de jeunes garçons anglais, en particulier dans les boarding schools. Ce genre, popularisé par les œuvres de Talbot Baines Reed, a été à son apogée dans la première moitié du XXe siècle, avec des thèmes récurrents comme l'amitié, l'honneur ou la loyauté entre élèves. Les intrigues impliquent la plupart du temps des événements sportifs, les secrets entre amis, la rivalité et la bravoure.
Plusieurs auteurs se sont illustrés dans le genre, dont Kipling avec son recueil Stalky & Co. et Anthony Buckeridge avec sa série des Bennett.